# آدام ورونوویچ
آدام وُرونوویچ (لهستانی: Adam Woronowicz؛ ‏ تلفظ لهستانی: [vɔrɔ'nɔvʲit͡ʂ]؛ ‏ زادهٔ ۲۵ دسامبر ۱۹۷۳) بازیگر اهل لهستان است.
از فیلم‌ها یا برنامه‌های تلویزیونی که وی در آن نقش داشته‌است، می‌توان به غسل تعمید، همه دوستان من مرده‌اند، سرپیشخدمت، هانس کلوس، قماری بالاتر از زندگی، محکوم، عنکبوت سرخ، خون از خون، ژنرال نیل، یانوشیک: روایتی واقعی، درهم‌شکستن محدودیت‌ها، تشخیص، اهریمن، قرارداد، پدر متیو، ۳۳ صحنه از زندگی، شوپن: میل به عاشقی، معکوس، رز کوچک، والسا: مرد امید، بدن، اداره ترافیک، فرشته نیرومند و جنگ سرد اشاره کرد.